# Malcus sinicus
Malcus sinicus är en insektsart som beskrevs av Stys 1967. Malcus sinicus ingår i släktet Malcus och familjen Malcidae. Inga underarter finns listade i Catalogue of Life.